# دهستان اختیارآباد
اختیارآباد، دهستانی از توابع بخش مرکزی شهرستان کرمان در استان کرمان ایران است.

## جمعیت
براساس سرشماری سال ۱۳۸۵ جمعیت آن ۱۳٬۹۷۴ نفر (۳٬۵۶۵ خانوار) بوده‌است. براساس آمار منتشر شده از مرکز ملی آمار ایران جمعیت این دهستان در سال ۱۳۹۵ برابر با ۲۵٬۴۰۷ نفر (۷٬۵۵۰ خانوار) بوده‌است.